# Nathalie Blanc (créatrice de lunettes)
Pour les articles homonymes, voir Nathalie Blanc (homonymie) et Blanc.
Nathalie Françoise Anne Blanc, née le 31 août 1968, est une opticienne, créatrice de lunettes haut de gamme et femme d’affaires française.

## Biographie
De 2010 à 2015, elle crée plusieurs collections de lunettes pour les marques de prêt-à-porter Michel Klein, Rouje by Jeanne Damas et Swildens, et publie des chroniques dans le magazine ELLE. Nathalie Blanc se lance en 2015 avec sa marque éponyme de lunettes de luxe qui propose des lunettes conçues et fabriquées en France. 
En 2015, elle crée sa société de création de lunettes haut de gamme. En 2018, sa société atteint un chiffre d'affaires  de 2,1 millions d'euros. En 2019, elle ouvre son capital à un investisseur, A Plus Finance, pour 1,2 million d'euros afin de lancer sa marque à l'international.
Nathalie Blanc est passionnée de design, et affirme trouver ses inspirations dans des brocantes ou dans des films de Jean Renoir, de Frank Capra ou de Ernst Lubitsch. Elle dit au Figaro l'importance de l'aménagement et de la décoration de son Showroom au 48, rue de Grenelle à Paris : « Je voulais m’inspirer des speakeasies de New York, ces bars cachés dans la ville, où on ouvre une porte et où soudain il y a une ambiance spéciale. »
Nathalie Blanc a collaboré, avec plusieurs personnalités pour créer des montures, notamment le bijoutier Lorenz Bäumer, l’actrice et mannequin Thylane Blondeau et le calligraphe Nicolas Ouchenir. Ces lunettes sont portées par des grands noms du milieu culturel français et international comme Isabelle Adjani  ou Virginie Efira .